# Преображенка (Башкортостан)
Преображе́нка (баш. Преобрәженка) — деревня в Иглинском районе Республики Башкортостан Российской Федерации. Входит в состав Ауструмского сельсовета.

## География

### Географическое положение
Расстояние до:
- районного центра (Иглино): 56 км,
- центра сельсовета (Ауструм): 18 км,
- ближайшей ж/д станции (Тавтиманово): 30 км.

## Население
| 2002 | 2009 | 2010 |
| ---- | ---- | ---- |
| 18   | ↘15  | →15  |

Национальный состав
Согласно переписи 2002 года, преобладающие национальности — белорусы (33 %), русские (28 %).